# Liste der Monuments historiques in Haute-Épine
Die Liste der Monuments historiques in Haute-Épine führt die Monuments historiques in der französischen Gemeinde Haute-Épine auf.

## Liste der Bauwerke
| Bezeichnung  | Beschreibung                       | Standort                 | Kennzeichnung | Schutzstatus | Datum | Bild |
| ------------ | ---------------------------------- | ------------------------ | ------------- | ------------ | ----- | ---- |
| Fachwerkhaus | Erbaut Anfang des 16. Jahrhunderts | 25, 27 rue du Grand-Bout | PA00132913    | Inscrit      | 1994  |      |